# Johann Rudolph Ahle
Johann Rudolph Ahle, auch Johann Rudolf Ahle (* 24. Dezember 1625 in Mühlhausen/Thüringen; † 9. Juli 1673 ebenda) war ein deutscher Komponist, Organist, Dichter und evangelischer Kirchenmusiker.

## Leben
Ahle war der Sohn des Kaufmanns Johann Ahle und dessen Ehefrau Getraute, geb. Printz. Seine Schulzeit absolvierte er zunächst an der Lateinschule in Mühlhausen und danach in Göttingen. Spätestens ab dem Frühjahr 1645 studierte er Theologie in Erfurt, unklar ist aber, ob Ahle auch einen Abschluss errang. In Erfurt amtierte er ab 1646 als Kantor an der Andreaskirche und war dadurch zugleich als Lehrer angestellt. In dieser Zeit entstanden erste theoretische Schriften zur Musik und auch seine frühesten gedruckten Kompositionen. Sie erschienen 1648, ein Jahr vor seiner Rückkehr nach Mühlhausen. Dort arbeitete Ahle zunächst als freier Musiker, bis er 1654 zum Organisten an der Hauptkirche Divi Blasii bestellt wurde. Ab 1660 schrieb er überwiegend geistige Arien, die weite Verbreitung fanden. Er bekleidete ab 1655 als Mitglied des Stadtrates zahlreiche städtische Ämter und wurde in seinem Todesjahr zum Bürgermeister der Freien Reichsstadt gewählt. Nach seiner Rückkehr nach Mühlhausen 1649 heiratete Ahle im Jahre 1650 Anna Maria Wölfer. Ihr 1650 geborener Sohn Johann Georg Ahle machte sich ebenfalls als Komponist und Organist einen Namen und war wie sein Vater auch dichterisch tätig. Er trat nach seinem Tod dessen Nachfolge als Organist an der Kirche Divi Blasii an.

## Werke
Das umfangreiche Œuvre Ahles ist fast vollständig in zeitgenössischen Drucken erhalten und umfasst geistliche Vokalmusik (Konzerte, Motetten, Arien), Orgelmusik, weltliche Instrumentalwerke sowie eine musiktheoretische Schrift. Neben seinen eigenen Liedern und Gedichten vertonte er Gedichte von Johann Vockerodt, Ludwig Stark sowie Franz Joachim Burmeister und schrieb die Texte zahlreicher geistlicher Lieder.
Ahles Werk ist typisch für die protestantische Kirchenmusik in Thüringen und Sachsen im dritten Viertel des 17. Jahrhunderts. Die volkstümlich-einfachen geistlichen Lieder repräsentieren den Typ eines ländlichen Darbietungslieds. Die Chormotetten zeichnen sich durch Eingängigkeit aus, die doppelchörigen aber auch durch Kontrapunktik. Die Messkompositionen repräsentieren das typische Nebeneinander von prima pratica und seconda pratica im 17. Jahrhundert: Neben kontrapunktischen A-cappella-Messen schrieb er solche im konzertierenden Stil.
Seine Werke stehen unter dem Einfluss von Heinrich Schütz, Andreas Hammerschmidt und zeitgenössischen italienischen Komponisten.

### Kompositionen
- Geistliche Konzerte
- Motetten
- Arien
  - ”Liebster Jesu, wir sind hier”
  - ”Komm Jesu Christ, sei unser Gast”
  - ”Lasset uns den Herren preisen”
- Orgelwerke
- Ensemblesuiten

### Schriften
- Compendium pro tenellis (Anweisungen zur Gesangskunst)

### Publikationen
- Himmel-süsse Jesus-Freude, genommen auss dem Jubilo B. Bernhardi, durch schöne Concertlein und liebliche Arien in zweyen Stimmen, nechst dem Basso Continuo cum Textu, auch nach Belieben ohne fundament ... componirt, Erfurt, 1648 RISM ID: 990000483
- Harmonias protopaideumata in quibus monadum seu uniciniorum sacrorum decas prima, Spangenberger, Erfurt, 1647 RISM ID: 990000482
- Erster Theil Geistlicher Dialogen deren etliche aus denen durchs Jahr über gewöhnlichen Sonn- und Fest Tags Evangelien, theils aber aus anderen Orthern heiliger Schrift, zusammen getragen, und mit 2. 3. 4. oder mehr Stimmen in die Music übersetzet: Neben einer anmuthigen Zugabe, Erfurt, 1648 RISM ID: 990000484
- Dreyfaches Zehn allerhand newer Sinfonien, Paduanen, Balleten, Alemanden, Mascharaden, Arien, Intraden, Courenten und Sarabanden mit 3. 4. und 5. Stimmen auff unterschiedliche Instrumenten gesetzt., Erfurt, 1650 RISM ID: 990000485
- Thalami illibati delitiae amorosae quibus apparatus nuptiales viri juvenis, Mühlhausen, 1657 RISM ID: 991012431
- Neugepflantzter Thüringischer Lustgarten In welchen XXVI Neue Geistliche Musicalische Gewächse mit  3, 4, 5, 6, 7, 8, 10 und mehr Stimmen auf unterschiedliche Arten mit und ohne Instrumenten mit und ohne Capellen auch theils mit und ohne General Baß zu brauchen versetzet und anietzo dem Grossen GOTT zu Preiß und Ehren wie auch allen dero edlen Musicliebhabern zu sonderm Gefallen wolmeinend eröfnet von Johann Rudolf Ahle, Erster Theil In verlegung Johann Birkners Buchhandlers in Erffuhrt. Gedrukket zu Mühlhausen bei Johan Hütern Im Jahr MDCLVII, 1657 RISM ID: 990000486 (Digitalisat der ORKA – Bibliothek der Universität Kassel)
- Neugepflantzten Thüringischen Lustgartens Ander Theil In welchen  XXX Neue Geistliche Musikalische Gewächse Mit | 1, 2, 3, 4, 5, 6, 7, 8, 9, 10. und mehr Stimmen auf unterschiedliche Arten mit und ohne Instrumenten mit und ohne Capellen auch theils mit und ohne General Baß (so hierbei geduppelt) zu brauchen versetzet und anietzo Dem grossen Gott zu Preiß und Ehren wie auch Allen dero edlen Musikliebhabern zu sonderm Gefallen wolmeinend eröffnet Von Johann Rudolf Ahlen In Verlegung Johann Birkners Buchhandlers in Erffuhrt. Gedrukt zu Mühlhausen durch Johann Hütern Im Jahr MDCLVIII, 1658 RISM ID: 990000487
- Erstes Zehn neuer geistlicher Arien, so mit 1, 2, 3, oder 4, Stimmen, mit oder ohne Fundament, sampt beygefügten Ritornellen auff 4 Violen nach belieben zu brauchen, Mühlhausen, Franz Mohr, Johann Hüter, 1660 RISM ID: 990000490
- Anderes zehn Neuer Geistlicher Arien, so mit 1, 2, 3, 4 und mehr Stimmem mit oder ohne Fundament sampt beygefügten Ritornellen auf 4 Violen nach belieben zu brauchen. Verfertiget und zum Druck befördert Von Johann Rudolf Ahlen Mulhus. Organ. In Verlegung des Autoris. Gedrucket zu Mühlhausen Durch Johann Hütern Im Jahr 1660. RISM ID: 990000491
- Drittes Zehn neuer geistlicher Arien so mit 1, 2, 3, 4, 5, 6 und mehr Stimmen, Sondershausen, Andreas Möckert, Mühlhausen, Johann Hüter, 1662 RISM ID: 990000492
- Vierdtes Zehn neuer geistlicher Arien so mit 1, 2, 3, 4, 5, 6 und mehr Stimmen, Sondershausen, Andreas Möckert, Mühlhausen, Johann Hüter, 1662 RISM ID: 990000493
- Neue Geistliche auf die hohen Festtage durchs gantze Jahr gerichtete Andachten mit 1, 2, 3, 4 und 8 Stimmen, mit oder ohne Fundament, sampt beygefügten Ritornellen auff 4. Violen nach belieben zu brauchen, Mühlhause, 1662 RISM ID: 990000494 (Digitalisat der SLUB Dresden)

### Melodien in Gesangbüchern
Auch in kirchlichen Gesangbüchern hat Johann Rudolph Ahle als Melodist Eingang gefunden:
Evangelisches Gesangbuch und Gotteslob:
- EG 161 und GL 149 "Lieber Jesu, wir sind hier" (Melodie 1664)
- EG 375 "Dass Jesus siegt, bleibt ewig ausgemacht" (Melodie 1662)
- EG 450 und GL 84 (ö) "Morgenglanz der Ewigkeit" (Melodie 1662)

Evangelisches Kirchengesangbuch – Ausgabe Württemberg
- EKG 566 "Es ist genug" – Melodie wie EG 375